# Готгельф Григорій Михайлович
Готгельф Григорій Михайлович (рос. Готгельф Григорий Михайлович; 5 травня 1888, Орша, Могильовська губернія, Російська імперія —16 листопада 1953, Одеса, УРСР, СРСР) — радянський архітектор. 

## Біографія
У 1930 закінчив Одеський художній інститут. Працював в Одесі: завідуючим відділом соціального забезпечення (1918-1920 рр.); керуючим справами в художньому інституті (1921-1922 рр.); викладач графічних дисциплін в профшколах (1923-1930 рр.); в будівельному інституті (1930-41): доцент; архітектор Облпроект і майстерні міського архітектора в Сталінграді (1941-42); доцент Середньоазіатського індустріального інституту (1942-44); доцент, старший викладач Одеського гідротехнічного інституту (1944-1953 рр.).
Премія за проектування і будівництво Державного театру в Тирасполі.

## Проекти і побудови
- Відновлення Одеського оперного театру (1925-1926, співавтор)
- Генеральний проект реконструкції Одеси (1937-1941)
- Мармуровий фонтан на площі Червоної Армії м. Одеси (1938-1939).